# 브러시드 메탈 (인터페이스)
브러시드 메탈(Brushed metal)은 애플의 매킨토시 컴퓨터에 설치된 OS X 운영 체제에서 지원했던 그래픽 사용자 인터페이스로, 현재는 지원이 중단되었다. 1999년 배포된 퀵타임 4.0에서 처음으로 구현되었으며, 이후 맥 OS X 10.3 (팬더)과 맥 OS X 10.4 (타이거)에서 구동되었다가 맥 OS X 10.5 (레퍼드)부터 아쿠아로 대체되었다.